# جف هیلی
جف هیلی (به انگلیسی: Jeff Healey) (زاده ۲۵ مارس ۱۹۶۶-درگذشته ۲ مارس ۲۰۰۸) خوانندهٔ کانادایی بود. از فیلم‌های او می‌توان به بار کنار جاده اشاره کرد.